# Palazzo Schio

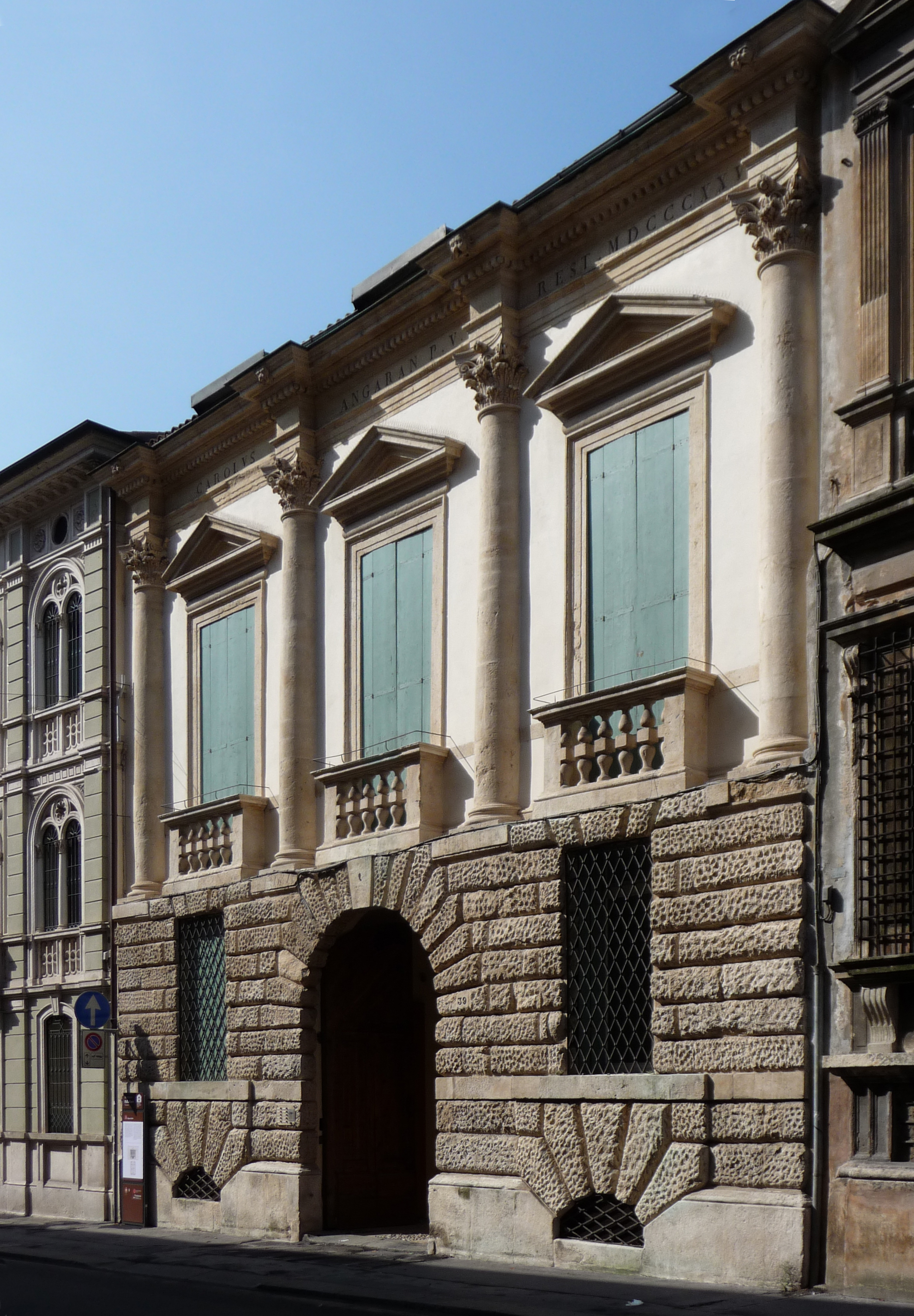
Voorzijde van het Palazzo Schio

Palazzo Schio is een paleisgebouw in het noorden van Italië in de stad Vicenza. Deze stad is opgenomen in de Unesco-werelderfgoedlijst. Het gebouw dateert uit de 16de eeuw en wordt als renaissance gekwalificeerd. 

## Geschiedenis
Het gebouw is vooral gekend wegens zijn voorgevel. Het werd ontworpen door Andrea Palladio in 1560. Deze had de opdracht gekregen van de bewoner van het gebouw, Bernardo Schio. Toen Schio overleed, had zijn weduwe geen interesse meer in de afwerking van het gebouw. 

## Bouwstijl
Het huis is in renaissancestijl gebouwd. Aan de voorgevel zien we drie Korinthische zuilen die van Griekse oorsprong zijn, en die later overgenomen werd door de Romeinen. In de renaissance schonk men ook veel aandacht aan de klassieke oudheid. Italianen woonden tussen de erfstukken van de oudheid vandaar dat het humanisme en de renaissance ook daar ontstaan is. Dit is ook te zien aan dit gebouw. Bovendien is de symmetrie in het gebouw ook zeer typerend voor deze stijl. Er wordt ook een rondboog gebruikt voor de deuropening.